# Sakmariano
| Periodo                                                                                    | Epoca               | Piano          | Età (Ma)      |
| ------------------------------------------------------------------------------------------ | ------------------- | -------------- | ------------- |
| Triassico                                                                                  | Triassico inferiore | Induano        | Più recente   |
| Permiano                                                                                   | Lopingiano          | Changhsingiano | 254,14 ± 0,07 |
| Permiano                                                                                   | Lopingiano          | Wuchiapingiano | 259,51 ± 0,21 |
| Permiano                                                                                   | Guadalupiano        | Capitaniano    | 264,28 ± 0,16 |
| Permiano                                                                                   | Guadalupiano        | Wordiano       | 266,9 ± 0,4   |
| Permiano                                                                                   | Guadalupiano        | Roadiano       | 274,4 ± 0,4   |
| Permiano                                                                                   | Cisuraliano         | Kunguriano     | 283,3 ± 0,4   |
| Permiano                                                                                   | Cisuraliano         | Artinskiano    | 290,1 ± 0,26  |
| Permiano                                                                                   | Cisuraliano         | Sakmariano     | 293,52 ± 0,17 |
| Permiano                                                                                   | Cisuraliano         | Asseliano      | 298,9 ± 0,15  |
| Carbonifero                                                                                | Pennsylvaniano      | Gzheliano      | Più antico    |
| Suddivisione del Permiano secondo la Commissione internazionale di stratigrafia dell'IUGS. |                     |                |               |

Nella scala dei tempi geologici il Sakmariano è il secondo dei quattro piani in cui è suddiviso il Cisuraliano, la prima delle tre epoche che costituiscono il periodo Permiano.
Il Sakmariano va da 294,6 ± 0,8 a 284,4 ± 0,7 milioni di anni fa (Ma). È preceduto dall'Asseliano e seguito dall'Artinskiano.

## Etimologia
Il piano Sakmariano fu introdotto nella letteratura scientifica da Aleksandr Petrovič Karpinskij nel 1874. Fino a quel momento, nella stratigrafia russa era considerato un sottopiano del piano Artinskiano. Attualmente la Commissione Internazionale di Stratigrafia lo riconosce come un piano autonomo del Cisuraliano.
Il suo nome deriva dal fiume Sakmara, un tributario del fiume Ural che scorre nei monti Urali.

## Definizioni stratigrafiche e GSSP
La base del Sakmariano è posizionata alla prima comparsa del conodonte Streptognathodus postfusus negli strati fossili.
Il limite superiore (nonché base del successivo Artinskiano), è posizionato alla prima comparsa dei conodonti delle specie Sweetognathus whitei e Mesogondolella bisselli.

### GSSP
Fino al 2009 non è ancora stato identificato un opportuno GSSP, lo strato ufficiale di riferimento della Commissione Internazionale di Stratigrafia.